# 藤村正太
藤村 正太（ふじむら しょうた、1924年1月9日 - 1977年3月15日）は、日本の推理作家、小説家、放送作家。社会派推理小説の作家の一人。別筆名に川島 郁夫。

## 略歴
京城府（現在のソウル特別市）生まれ。第一高等学校を経て東京大学法学部政治学科を卒業。
1949年、結核の療養中に本名の川島郁夫名義で投稿した「黄色の輪」が雑誌「宝石」の百万円懸賞に入選。
NHKの犯人当て推理番組「私だけが知っている」の脚本執筆陣に参加。
1963年、「孤独なアスファルト」で第9回江戸川乱歩賞を受賞。
1977年、肺結核による肺性心のため死去。

## 著書
- 『孤独なアスファルト』（講談社） 1963年 - 第9回江戸川乱歩賞受賞
- 『外事局第五課』（文藝春秋新社） 1965年
- 『星が流れる』（学習研究社） 1967年
- 『コンピューター殺人事件』（講談社） 1971年 - 第25回日本推理作家協会賞 候補作
- 『死の三行広告』（青樹社） 1972年
- 『脱サラリーマン殺人事件』（講談社） 1972年
- 『特命社員殺人事件』（サンケイ新聞社出版局、文華新書） 1972年
- 『ねぶたの夜女が死んだ』（弘済出版社） 1973年
- 『女房を殺す法』（立風書房） 1974年
- 『原爆不発弾』（光文社） 1975年
- 『魔女殺人』（立風書房） 1975年
- 『黒幕の選挙参謀』（青樹社） 1976年
- 『謎の環状列石』（朝日ソノラマ） 1976年
- 『盗まれた表札』（朝日ソノラマ、読者への挑戦シリーズ） 1977年
- 『藤村正太探偵小説選 1』（論創社、論創ミステリ叢書） 2014年
- 『藤村正太探偵小説選 2』（論創社、論創ミステリ叢書） 2014年

### 麻雀推理シリーズ
- 『大三元殺人事件』（立風書房） 1972年
- 『九連宝燈殺人事件』（立風書房） 1973年
- 『死の四暗刻』（立風書房） 1974年
- 『必殺の大四喜』（立風書房） 1975年
- 『緑一色は殺しのサイン』（立風書房） 1977年